# Euselasia praeclara
Euselasia praeclara is een vlindersoort uit de familie van de prachtvlinders (Riodinidae), onderfamilie Euselasiinae.
Euselasia praeclara werd in 1869 beschreven door Hewitson.